# ليدا والبجعة (كوريدجو)
ليدا والبجعة هي لوحة زيتية للفنان الإيطالي أنطونيو دا كوريدجو رسمها في الفترة من 1530-1531. وهي الآن في متحف جيملده جاليري Gemäldegalerie (تُلفظ بالألمانية: [ɡəˈmɛːldəɡaləˌʁiː] في برلين. يُظهر ثلاثة مشاهد لإغواء ليدا من قبل كوكب المشتري الذي اتخذ شكل بجعة. يظهر لقاءهما الأول على الجانب الأيمن وممارسة الحب بينهما في المنتصف، حيث تجلس ليدا والبجعة بين فخذيها، وتوجهه بيدها اليسرى. ويرافقهم إلى يسارهم كيوبيد بقوسه واثنين من كيوبيد بالمزامير. المشهد الثالث (مرة أخرى على الجانب الأيمن) هو البجعة وهي تطير بعيدًا بينما ترتدي ليدا ملابسها. كانت ليدا والبجعة موضوعًا شائعًا في فنون القرن السادس عشر.

## تاريخ اللوحة
ابتكر كوريجيو سلسلة من الأعمال بعنوان Amori di Giove أو Love Affairs of Jupiter بعد نجاح و فينوس وكيوبيد مع الساتير [الإنجليزية]. تتكون السلسلة في النهاية من زوجين من الأعمال، كل زوج له نفس الأبعاد، على الرغم من أنه ربما خطط لوجود المزيد. لا يزال الترتيب الدقيق للأعمال الأربعة موضع نقاش، على الرغم من أن أهميتها الرئيسية تكمن في مساهمتها في تطوير الرسم العلماني والأسطوري من خلال توازنها الجديد والاستثنائي بين التقديم الطبيعي والتحول الشعري. قام كوريجيو بدراسة لوحة ليدا والبجعة لمايكل أنجلو.
وفقًا لكتاب حياة الفنانين لفاساري، تم تكليف رسم لوحة  ليدا وفينوس (أي داناي) من قبل فيديريكو الثاني دي مانتوفا، دوق مانتوا، كهدية إلى شارلكان، إمبراطور الإمبراطورية الرومانية المقدسة. ويدعم هذا النظرية القائلة بأن كوكب المشتري كان يطير من الجانب الأيمن من ليدا في شكل بجعة إلى الجانب الأيسر من داناي في شكل دش ذهبي. ومع ذلك، تشير دراسة حديثة إلى أن جميع اللوحات في سلسلة أموري دي جيوفي تم إنتاجها من أجل Sala di Ovidio (غرفة أوفيد) في منتوة  (المخصصة لعشيقة الدوق إيزابيلا بوشيتي) ولم تنتقل إلى إسبانيا إلا بعد وفاة فيديريكو الثاني. توفي عام 1540، ربما بسبب زواج الطفل فيليب من ماريا مانويلا أميرة البرتغال (1543).

## معرض الصور

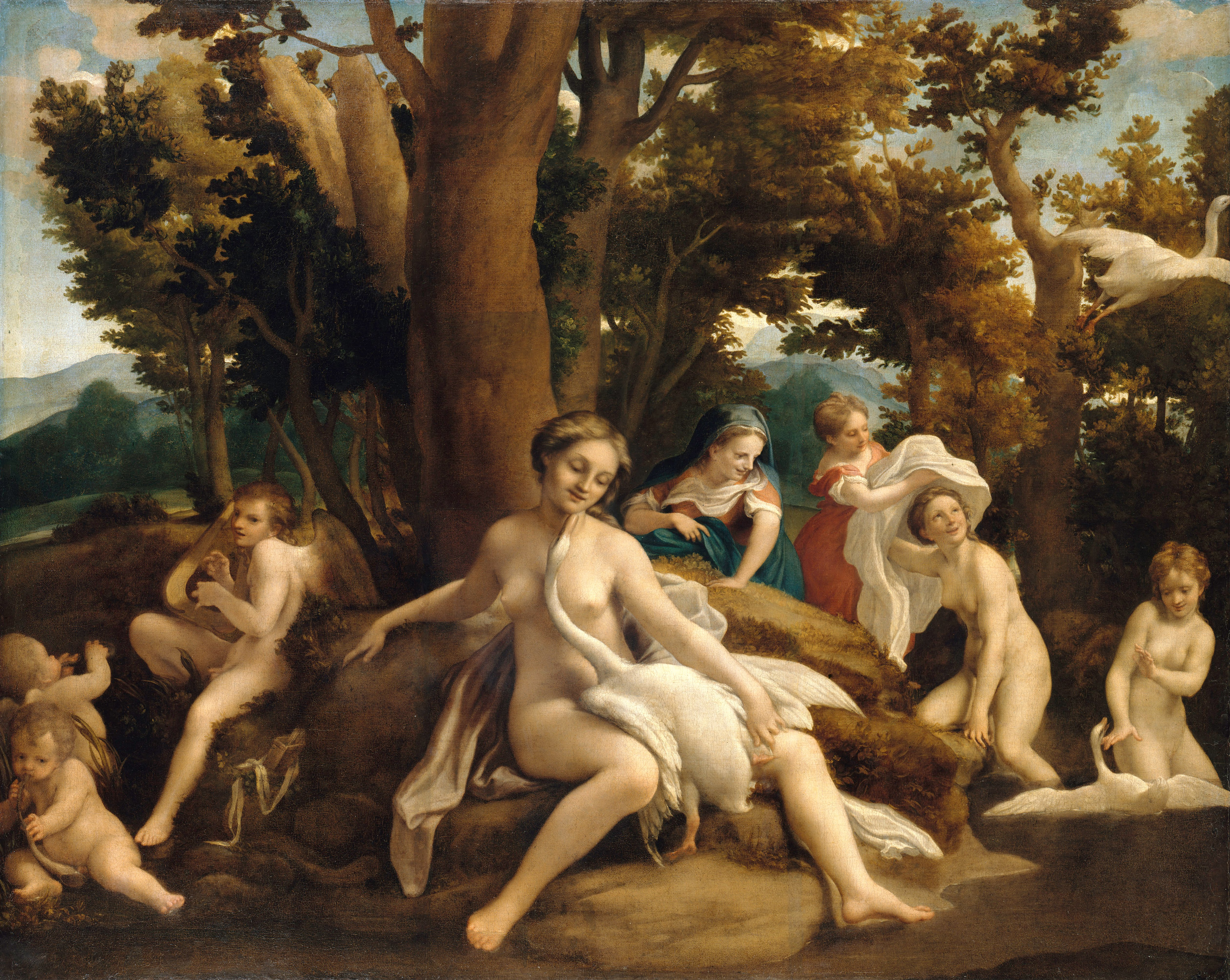
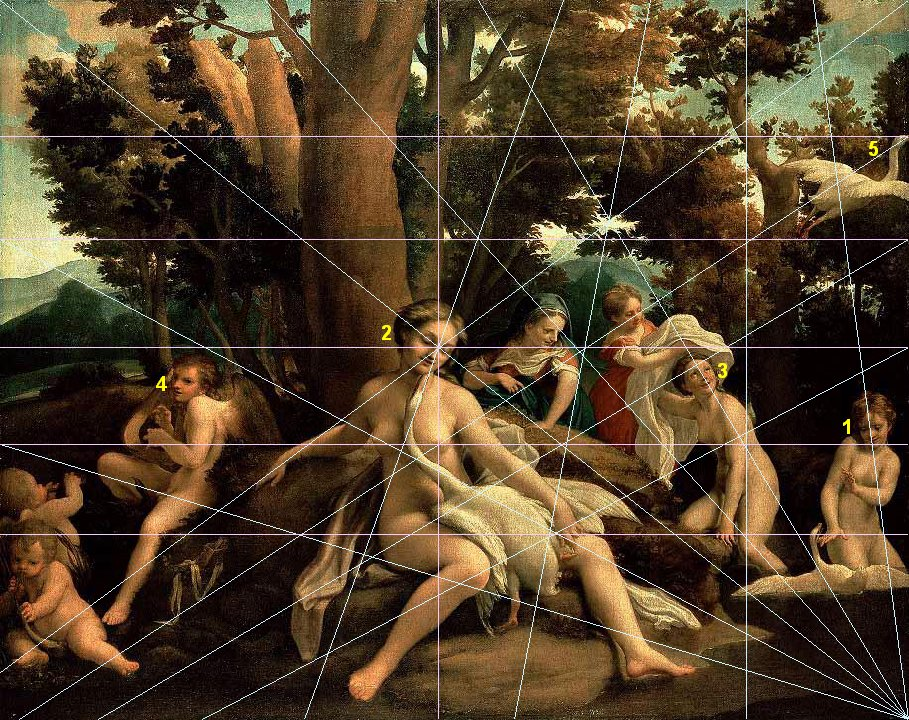
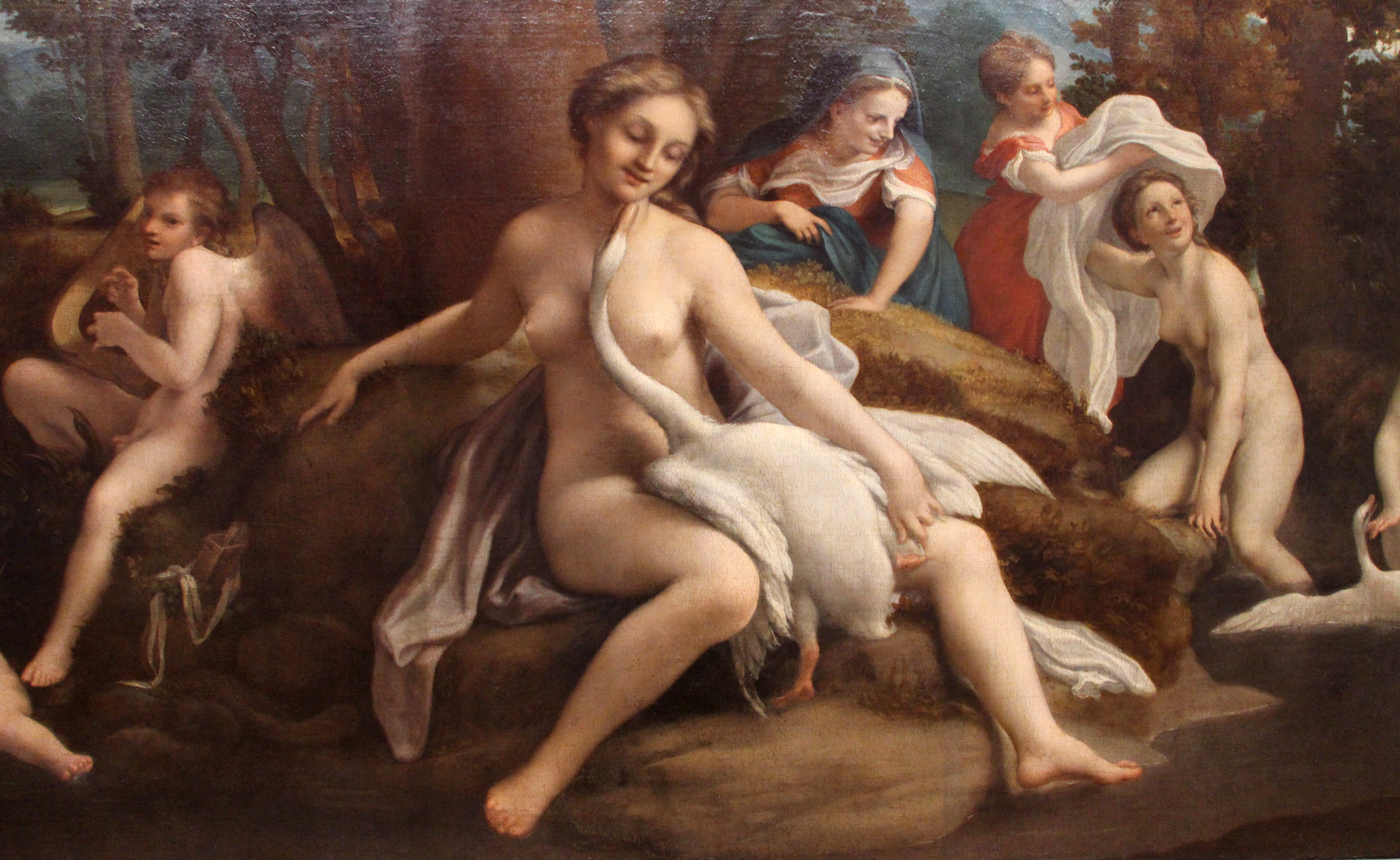
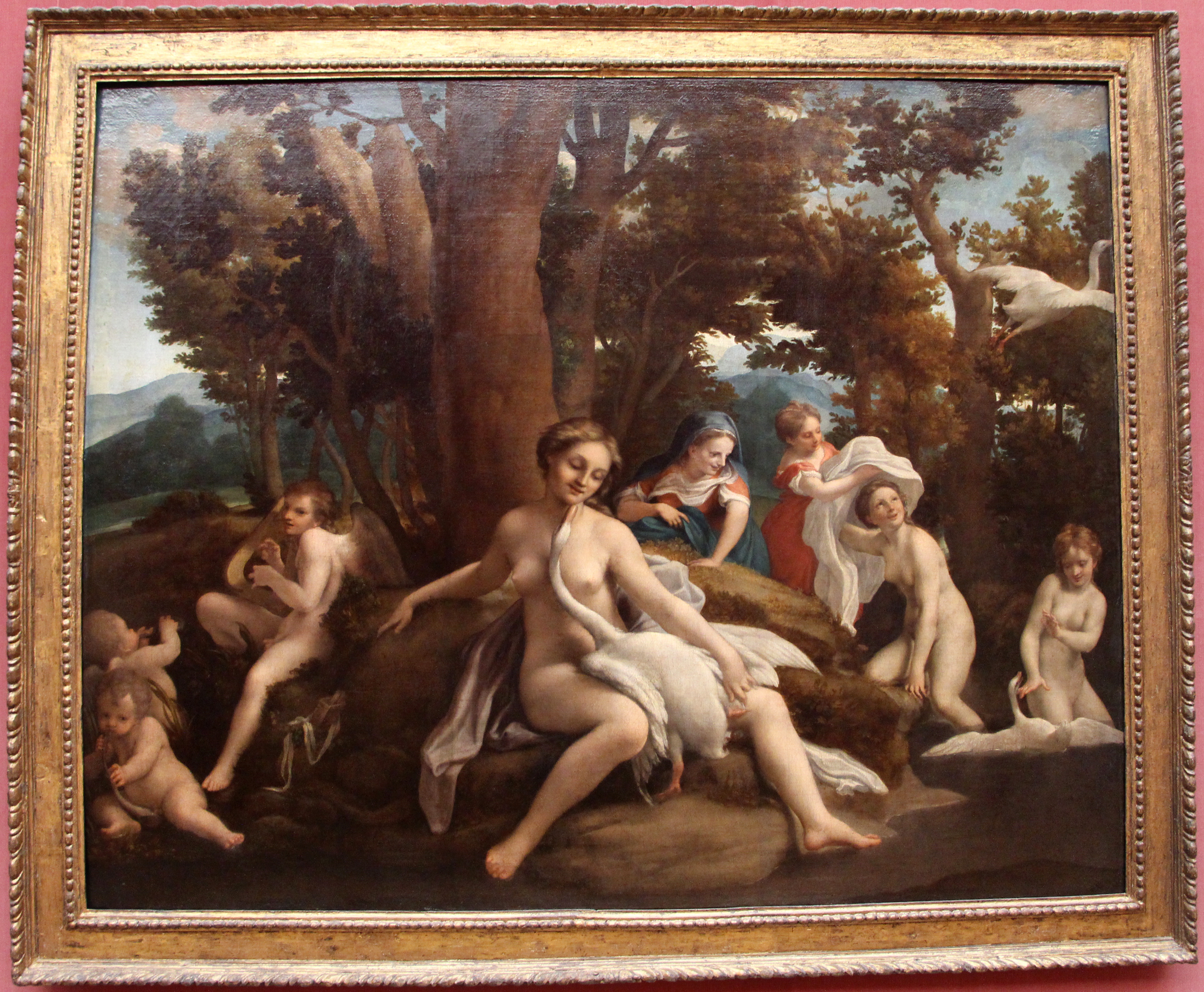
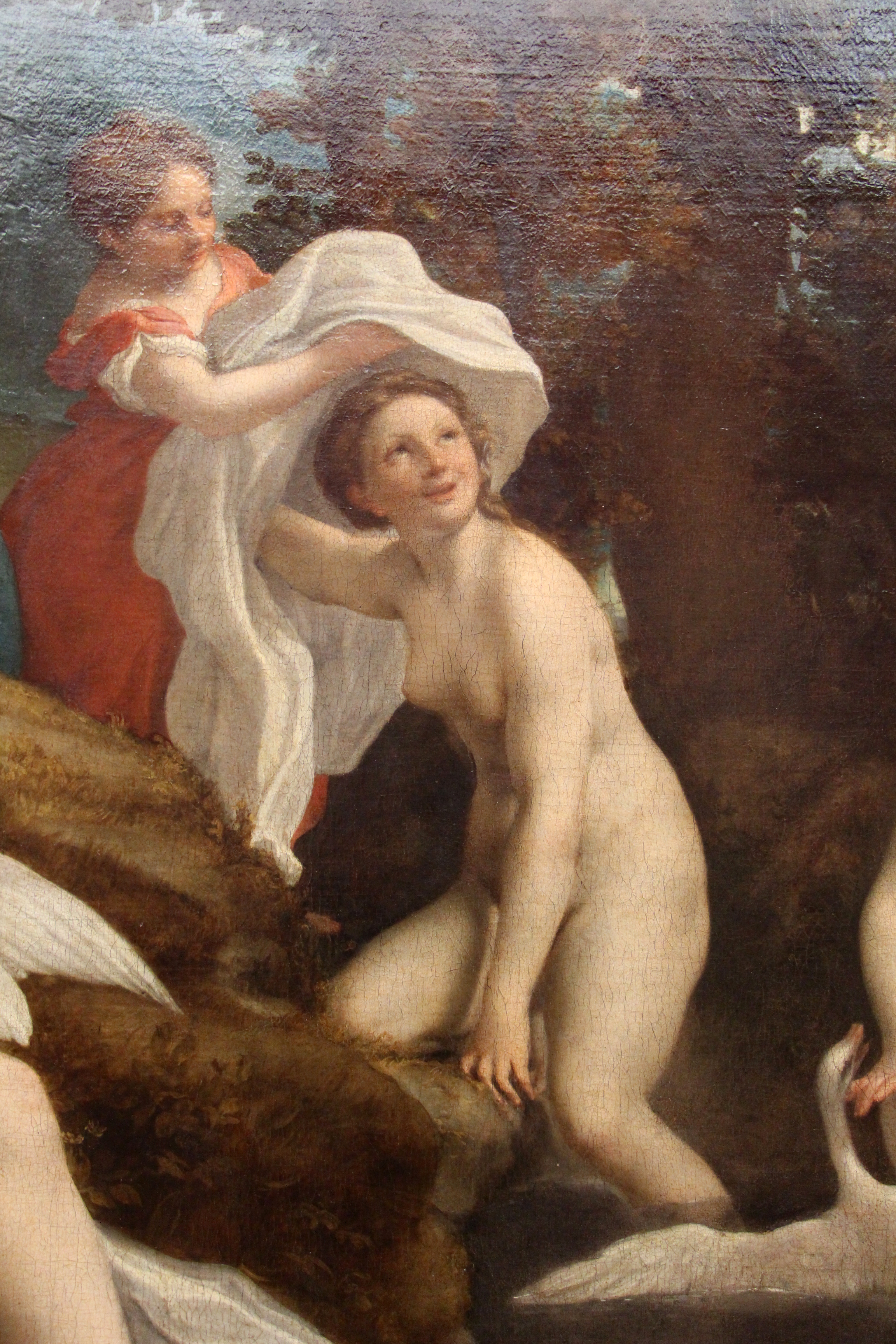
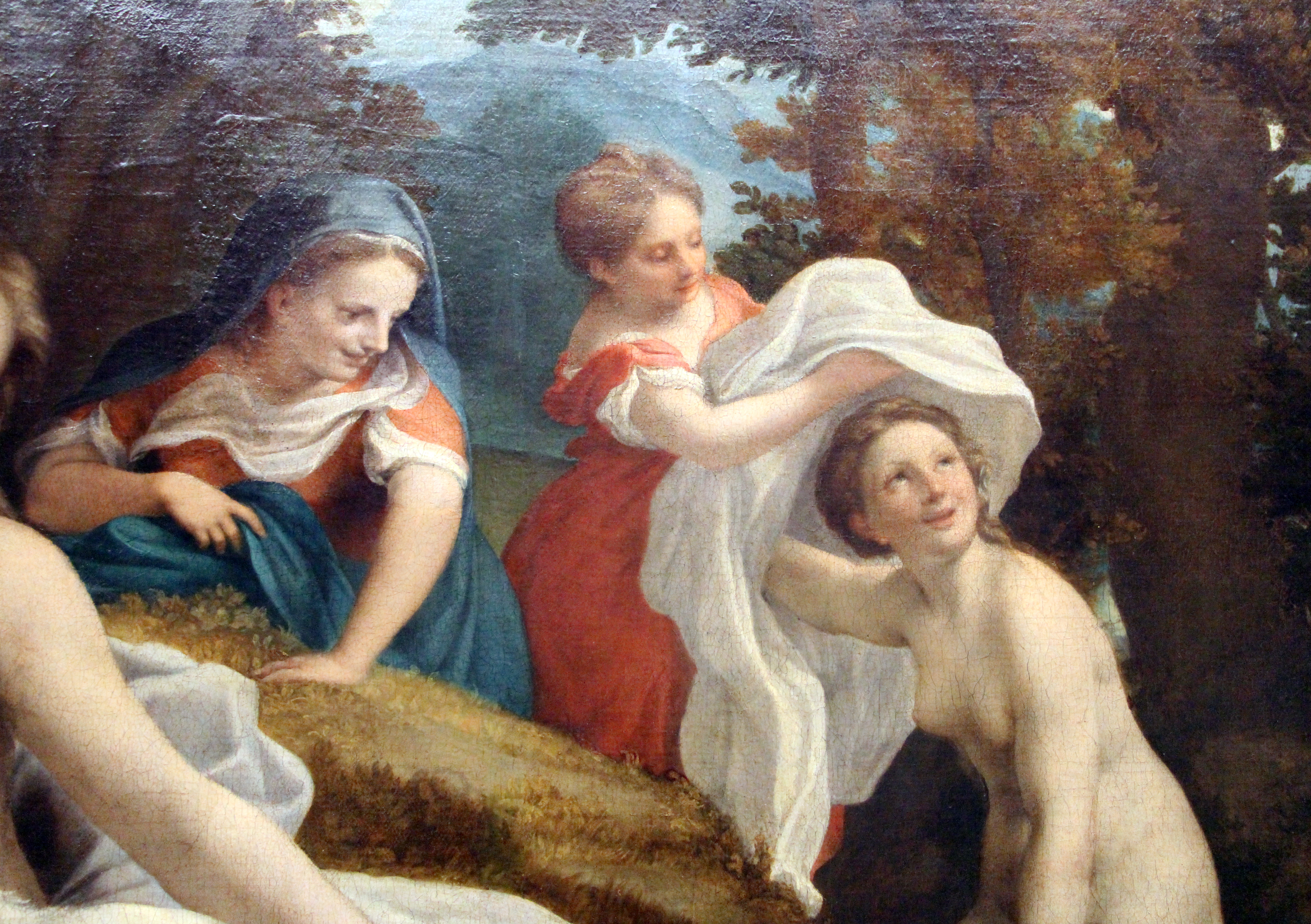
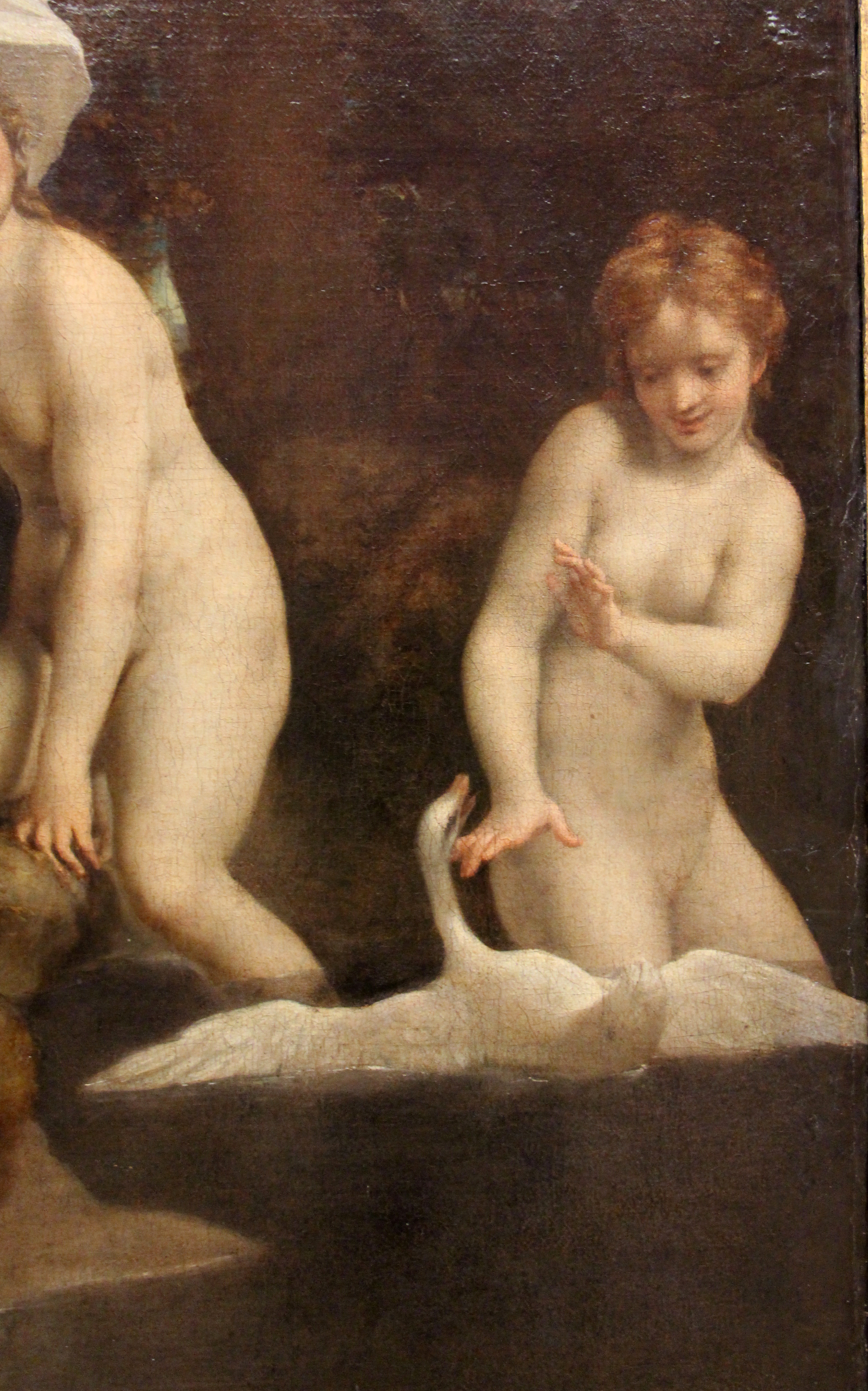
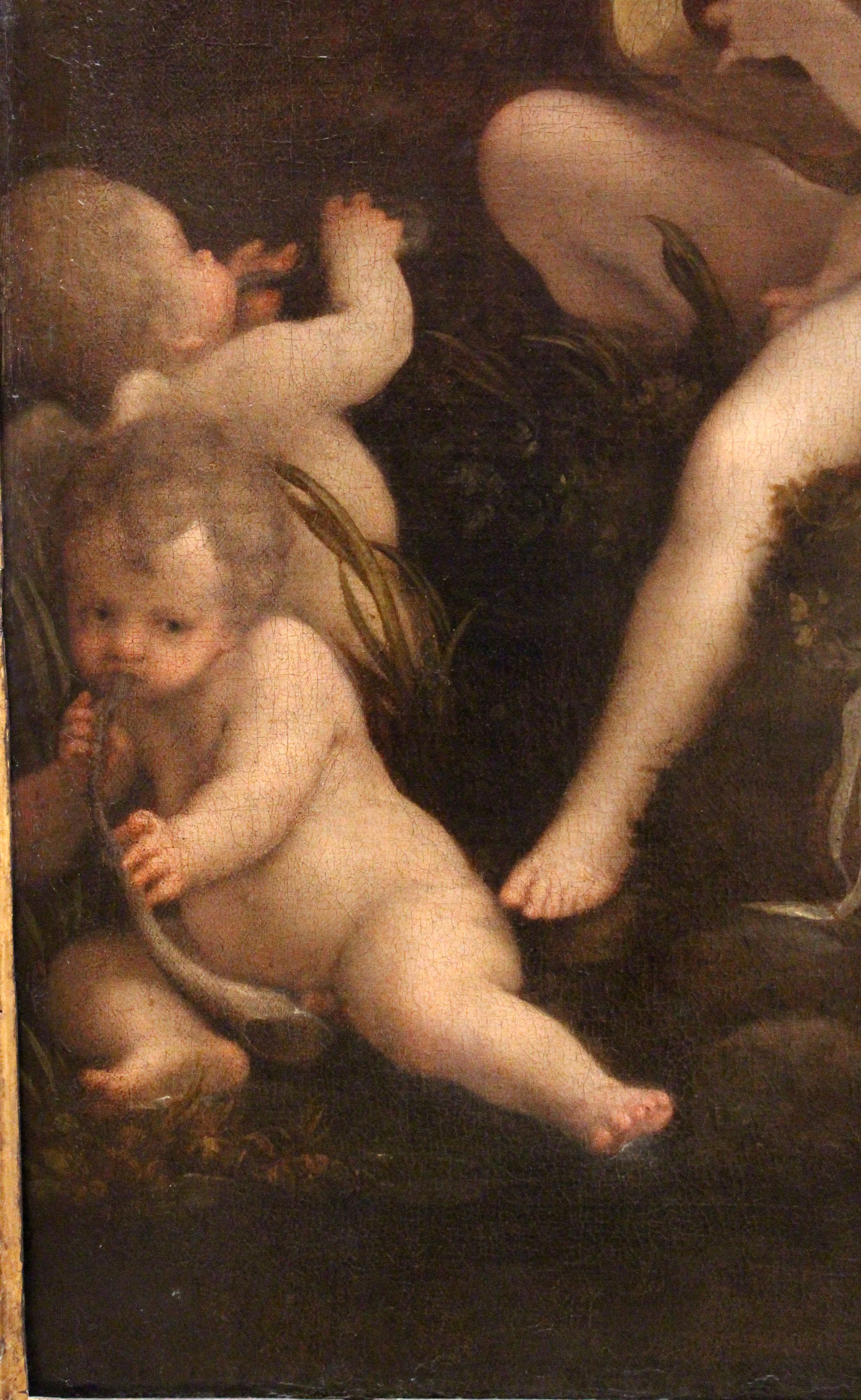
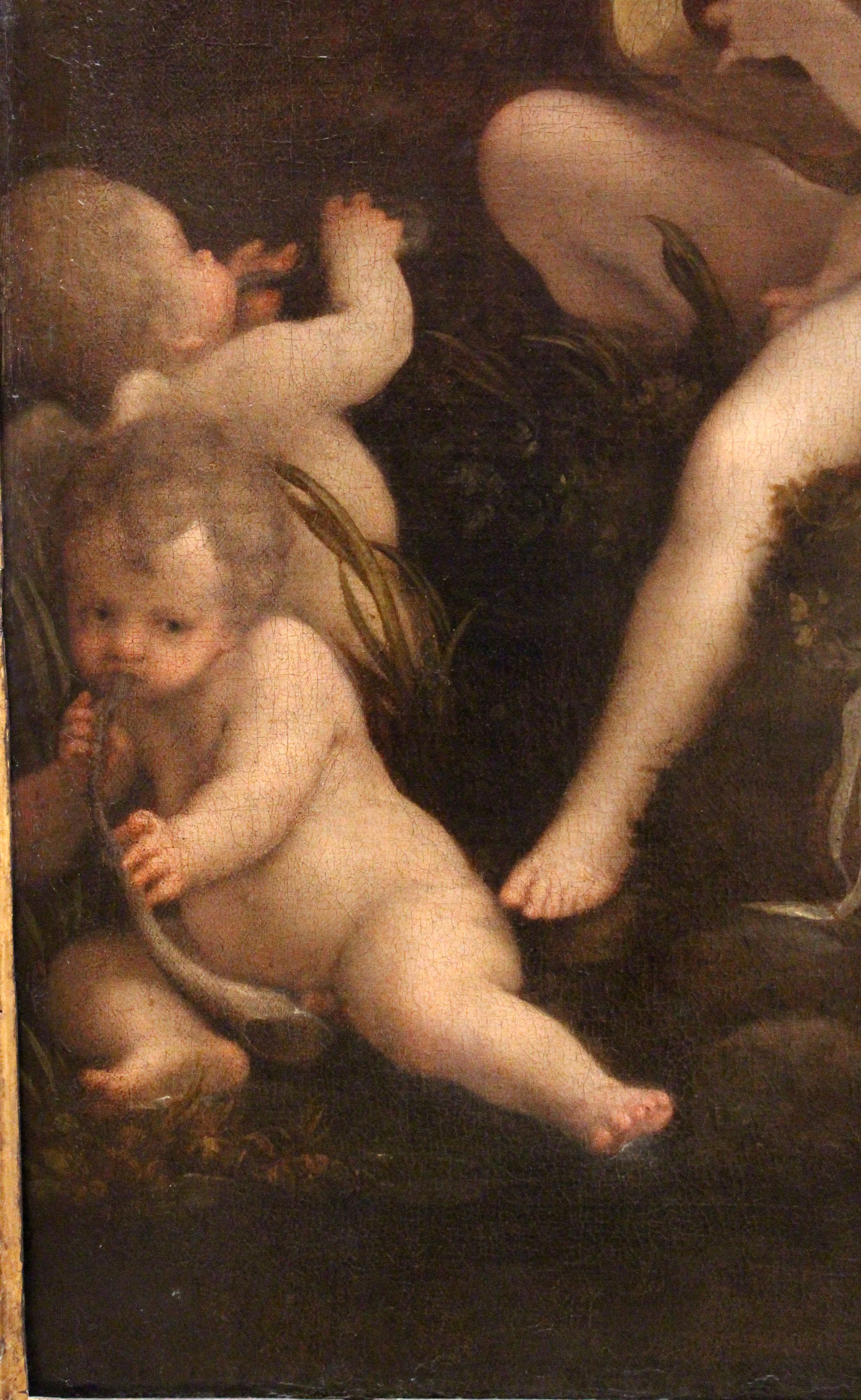